# ليون هيوت
ليون هيوت (بالفرنسية: Léon Huot)‏ هو لاعب كرة قدم فرنسي، ولد في 31 ديسمبر 1898 في فيلنوف سان جورج في فرنسا، وتوفي في 26 مايو 1961 في أليس (فرنسا) في فرنسا. شارك مع منتخب فرنسا لكرة القدم. أما مع النوادي، فقد لعب مع نادي سيت.

## وصلات خارجية
- ليون هيوت على موقع قاعدة بيانات كرة القدم.إي يو (الإنجليزية)
- ليون هيوت على موقع ناشيونال فوتبول تيمز (الإنجليزية)
- ليون هيوت على موقع عالم كرة القدم.نت (الإنجليزية)
- ليون هيوت على موقع أوليمبيديا (الإنجليزية)